# 博城区

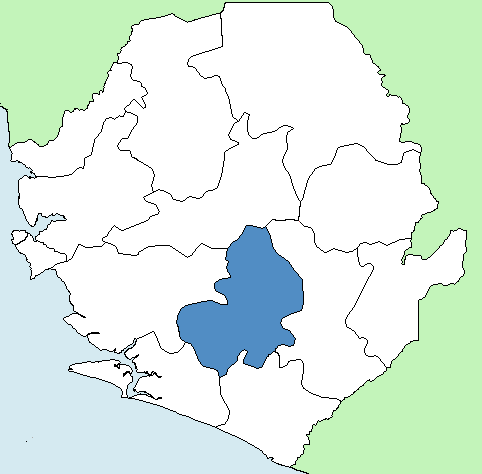
博城区

博城区（英文：Bo District）是塞拉利昂16区之一，属于南方省的一部分，首府博城 (英文:Bo)。总面积5,219平方公里；2015年人口574,201人，人口密度为110人每平方公里。
8°00′N 11°40′W / 8°N 11.67°W